# オレっ!トンバ
『オレっ!トンバ』は、1997年12月25日にウーピーキャンプが発売したプレイステーション用アクションゲーム。『魔界村』シリーズの製作者である藤原得郎作。2011年7月6日よりゲームアーカイブスにて配信開始。レイティングはCERO：A（全年齢対象）。
続編として同じくプレイステーション用の『トンバ! ザ・ワイルドアドベンチャー』が1999年10月28日に発売された。
2025年8月1日には新規要素を追加した『オレっ!トンバ Special Edition』のダウンロード版がLimited Run GamesよりNintendo Switch/PlayStation 4/PlayStation 5/Steam向けに発売。同年9月4日にはNintendo Switch/PlayStation 5向けのパッケージ版がSUPERDELUXE GAMESより発売予定。

## システム
2Dのアクションゲームだが、画面の「奥」と「手前」を行き来できる場所があるのが大きな特徴。集落は斜め上視点からになり、アクションとRPGを同時に楽しめるようになっている。話を進めていくにつれイベントが発生し、イベントをクリアしながらクリアを目指していく。

## 登場人物
トンバ
本作の主人公。ジィちゃんの形見を取り返すべく旅立つ。
サンタ
トンバの冒険をサポートしてくれる猿。バナナが好き。
カメさん
ふるいけでトンバを岸から岸へ運んでくれる。
漁師
いろいろと親切な人。
ヤン
ステージのいろいろなところに隠れており見つけると有益な情報などを教えてくれる。
時の老人
100年老人、1000年老人、万年老人、億年老人がおり、魔ブタに関する知識をトンバに教えてくれる。また、各老人に対応した宝箱があり、その宝箱を開けるのに必要な鍵をくれる。
魔ブタ
このゲームのボス的存在。魔ブタを封印することにより、魔ブタの魔力で変えられていた土地を元通りにすることができる。

## エンディングテーマ
- 「ケ・セラ・セラ」（歌：渕上史貴）
  - 作詞：渕上史貴／作曲・編曲：安川宙志